# Виправний день
«Виправний день» (англ. Adjustment day) — роман американського автора Чака Поланіка, опублікований у США в 2018 році видавництвом Norton & Company і в Україні у 2018 році видавництвом «Клуб сімейного дозвілля» в перекладі Володимира Куча.

## Зміст
Події цього антиутопічного роману відбуваються в сьогоденні на території Сполучених Штатів Америки, які от-от вступлять в війну на знищення, ініційовану вищим керівництвом. Разом із тим на вулицях все частіше з'являються чоловіки, що читають книгу із синьо-чорною палітуркою, яку вони називають «Виправним днем», Декларацією взаємозалежності або книгою Талбота. Цей день настає. Знищено уряд, професорів, політиків та інших людей зі Списку. Країну було розділено натроє, за ознакою раси та сексуальної орієнтації. Нові правила та порядки влаштовують не всіх…

## Відгуки
«У цьому романі є все, на що можна очікувати від автора „Бійцівського клубу“: насильство, динаміка й тривога, яка лоскоче нерви.»
Goodreads.
«Це послання до багатьох виявів абсурдності нашої сучасності.»
Нью-Йорк пост.